# Димитрије (велики челник)
Димитрије (умро 1359.) је био српски племић и велики челник.

## Биографија
Димитрије је служио српске цареве Стефана Душана (1331-1355) и Уроша Нејаког (1355-1371) као велики челник. У Душанову службу је ступио пре 1349. године када се по први пут у изворима среће са овом титулом. Пре њега, титулу великог челника носио је Јован Оливер, севастократор и деспот. Мавро Орбин у свом делу "Краљевство Словена" (1601) помиње великог челника Димитрија. Управљао је областима Гацко, Дрина, Дабар и Рудине. Након Димитријеве смрти, ове области прикључио је својој држави велики кнез Војислав Војиновић. Након Јована Оливера и Димитрија, изгледа да српски двор никоме није доделио титулу великог челника.